# Dionisio Alonso Martínez y Martín
Dionisio Alonso Martínez y Martín (Madrid, 1870 - ?) fou un advocat i polític espanyol, fill de la marquesa d'Alonso Martínez. Membre del Partit Liberal, fou elegit diputat pel districte de Cervera a les eleccions generals espanyoles de 1905 i pel de Burgos a les eleccions generals espanyoles de 1910.